# Haplophileurus uninodis
Haplophileurus uninodis är en skalbaggsart som beskrevs av Hermann Burmeister 1847. Haplophileurus uninodis ingår i släktet Haplophileurus och familjen Dynastidae. Inga underarter finns listade i Catalogue of Life.